# 南開羅 (紐約州)
南開羅（英語：South Cairo）是位於美國紐約州格林縣的普查規定居民點。

## 人口
根據2020年美國人口普查的數據，南開羅的面積為5.98平方千米，皆為陸地。當地共有人口590人，而人口密度為每平方千米98.66人。